# Piper angsiense
Piper angsiense är en pepparväxtart som beskrevs av Ian Mark Turner. Piper angsiense ingår i släktet Piper och familjen pepparväxter. Inga underarter finns listade i Catalogue of Life.